# Andrej Tutysjkin
Andrej Tutysjkin (russisk: Андре́й Петро́вич Туты́шкин) (født 11. januar 1910 i Chișinău i det Russiske Kejserrige, død 30. oktober 1971 i Moskva i Sovjetunionen) var en sovjetisk filminstruktør og skuespiller.

## Filmografi
- Har vi mødtes et sted før? (Мы с вами где-то встречались, 1954)[1][2]
- Bezumnyj den (Безумный день, 1956)
- Volnyj veter (Вольный ветер, 1961)
- Svadba v Malinovke (Свадьба в Малиновке, 1967)